# Communauté de communes Haut Val de Sèvre
La communauté de communes Haut Val de Sèvre est une communauté de communes française, située dans le département des Deux-Sèvres, en région Nouvelle-Aquitaine.

## Histoire
La communauté de communes  est un établissement public de coopération intercommunale, créé en date du 1er janvier 2014. Elle regroupe les communes provenant des anciennes communautés de communes Arc-en-Sèvre et du Val de Sèvre, ces deux intercommunalités ayant cessé d'exister au 31 décembre 2013, ainsi que les communes d'Avon et de Salles, issues de la communauté de communes de la Haute-Sèvre.
Elle comprend dix-neuf communes, soit une population municipale de 30 803 habitants (selon le recensement de 2018), sur un territoire de 346,30 km2.

## Territoire communautaire

### Géographie
Située au centre-est  du département des Deux-Sèvres, la communauté de communes Haut Val de Sèvre regroupe 19 communes et présente une superficie de 346,3 km2.

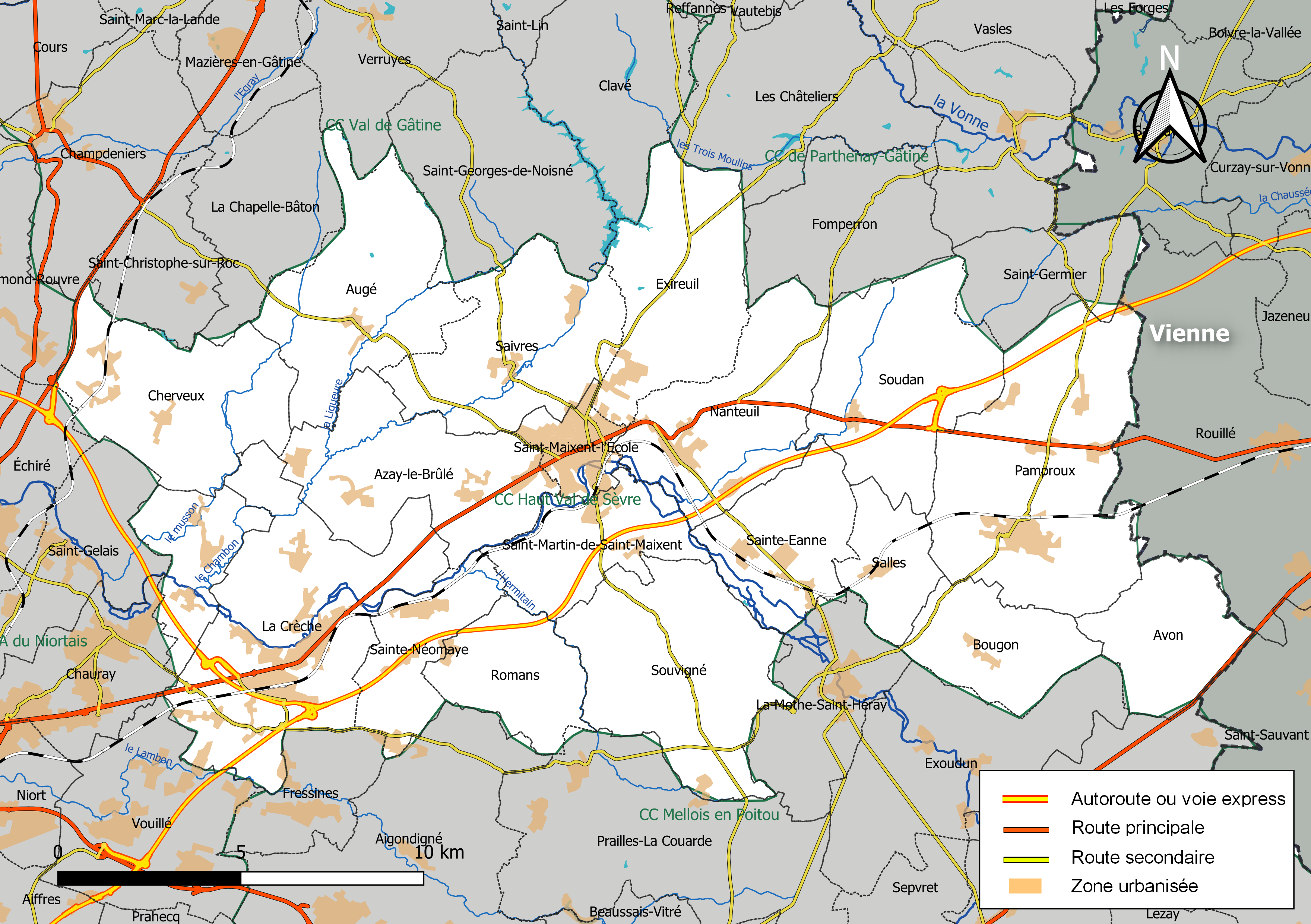
Carte de la communauté de communes Haut Val de Sèvre au 1er janvier 2019.

### Composition

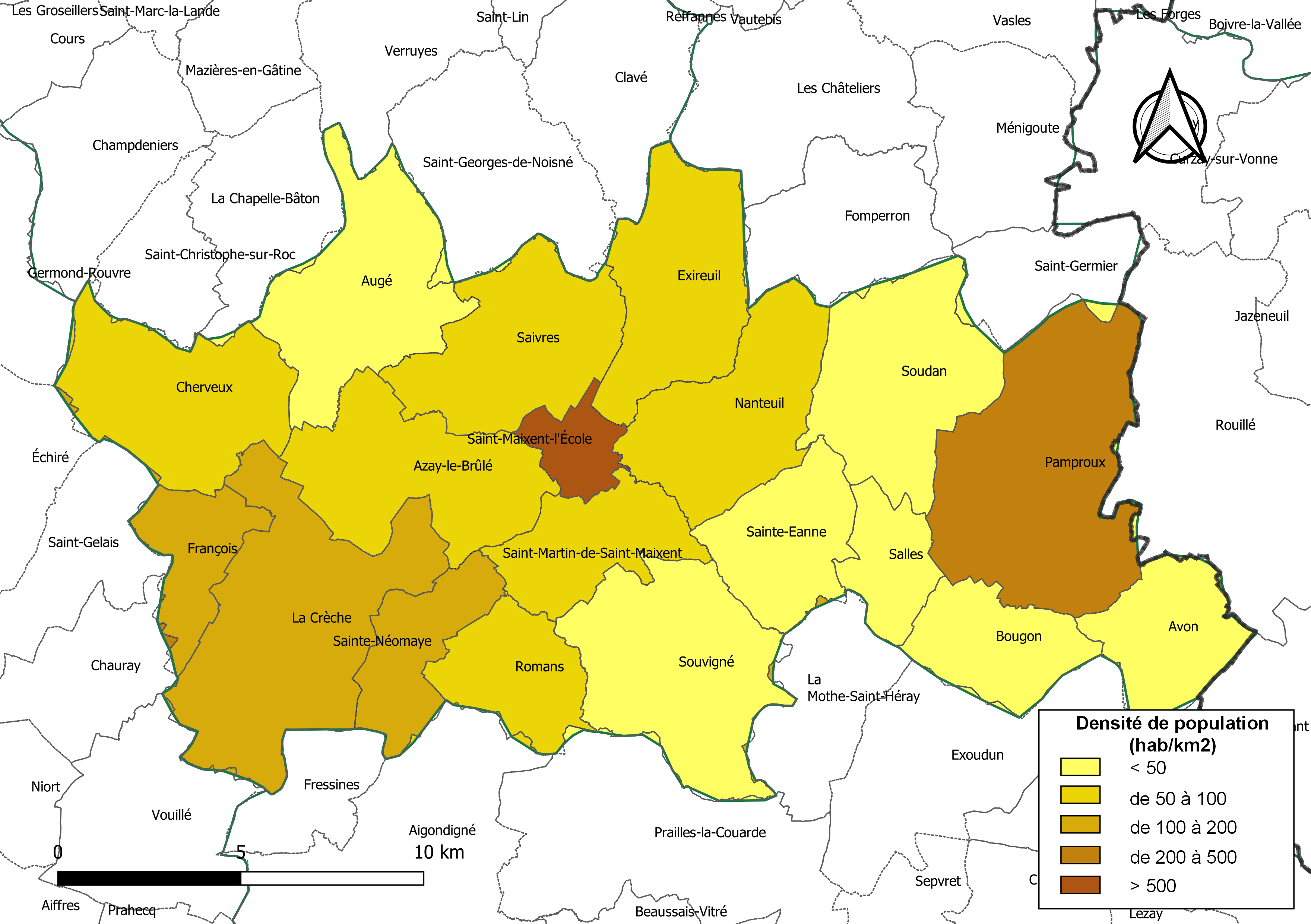
Carte des densités de population (millésimée 2016) des communes de la communauté de communes Haut Val de Sèvre. Composition en communes au 1er janvier 2019.

La communauté de communes est composée des 19 communes suivantes :

| Nom                           | Code Insee | Gentilé                   | Superficie (km2) | Population (dernière pop. légale) | Densité (hab./km2) |
| ----------------------------- | ---------- | ------------------------- | ---------------- | --------------------------------- | ------------------ |
| Saint-Maixent-l'École (siège) | 79270      | Saint-Maixentais          | 5,22             | 7 433 (2022)                      | 1 424              |
| Augé                          | 79020      | Augéens                   | 23,33            | 887 (2022)                        | 38                 |
| Avon                          | 79023      | Avonnais                  | 12,54            | 63 (2022)                         | 5                  |
| Azay-le-Brûlé                 | 79024      | Azéens                    | 22,1             | 1 952 (2022)                      | 88                 |
| Bougon                        | 79042      | Bougonais                 | 11,7             | 170 (2022)                        | 15                 |
| Cherveux                      | 79086      | Cherveusiens              | 22,25            | 1 867 (2022)                      | 84                 |
| La Crèche                     | 79048      | Créchois                  | 34,5             | 5 681 (2022)                      | 165                |
| Exireuil                      | 79114      | Exirois                   | 21,06            | 1 562 (2022)                      | 74                 |
| François                      | 79128      | Franciens                 | 9,39             | 976 (2022)                        | 104                |
| Nanteuil                      | 79189      | Nanteuillais              | 20,62            | 1 702 (2022)                      | 83                 |
| Pamproux                      | 79201      | Pamprousiens              | 36,3             | 1 685 (2022)                      | 46                 |
| Romans                        | 79231      | Romanais                  | 11,42            | 702 (2022)                        | 61                 |
| Saint-Martin-de-Saint-Maixent | 79276      | Saint-Martinois           | 12,64            | 1 066 (2022)                      | 84                 |
| Sainte-Eanne                  | 79246      | Emmeranais                | 13,83            | 592 (2022)                        | 43                 |
| Sainte-Néomaye                | 79283      | Néomadiens                | 10,69            | 1 353 (2022)                      | 127                |
| Saivres                       | 79302      | Saputiens                 | 21,24            | 1 322 (2022)                      | 62                 |
| Salles                        | 79303      | Salladins                 | 7,77             | 323 (2022)                        | 42                 |
| Soudan                        | 79316      | Soudanais                 | 23,29            | 424 (2022)                        | 18                 |
| Souvigné                      | 79319      | Soussinois ou Souvignéens | 26,41            | 858 (2022)                        | 32                 |

## Administration

### Présidence
| Période                                  | Période  | Identité      | Étiquette | Qualité         |
| ---------------------------------------- | -------- | ------------- | --------- | --------------- |
| janvier 2014                             | En cours | Daniel Jollit | LR        | Maire de Romans |
| Les données manquantes sont à compléter. |          |               |           |                 |

### Vice-présidents
|     | Attributions                                       | Identité                | Qualité                                |
| --- | -------------------------------------------------- | ----------------------- | -------------------------------------- |
| 1er | Développement économique                           | Stéphane Baudry         | Maire de Saint-Maixent-l’École         |
| 2e  | Animation-jeunesse                                 | Marie-Pierre Missioux   | Maire de Cherveux                      |
| 3e  | Transition démocratique et participation citoyenne | Yannick Maillou         | Conseiller municipal de La Crèche      |
| 4e  | Urbanisme et habitat                               | Marie Naudin            | Maire de Pamproux                      |
| 5e  | Écologie et mobilité                               | Jean-François Renoux    | Maire d'Azay-le-Brûlé                  |
| 6e  | Personnel scolaire                                 | Angélique Camara        | Maire de Saint-Martin-de-Saint-Maixent |
| 7e  | Finances                                           | Didier Jollet           | Maire d'Avon                           |
| 8e  | Ressources humaines                                | Michel Ricordel         | Maire de Souvigné                      |
| 9e  | Culture et médiathèques                            | Roger Largeaud          | Maire de Sainte-Néomaye                |
| 10e | Agriculture                                        | Didier Proust           | Maire de Soudan                        |
| 11e | Communication                                      | Joël Cosset             | Maire de François                      |
| 12e | Tourisme                                           | Estelle Drillaud-Gauvin | Adjointe au maire de Nanteuil          |
| 13e | Aménagement et cadre de vie                        | Bernard Comte           | Maire de Bougon                        |

## Compétences
Cette nouvelle intercommunalité exerce de multiples compétences et gère un certain nombre de services à la population :
- le développement économique ;
- les médiathèques  ;
- l'animation jeunesse ;
- les piscines ;
- l'habitat;
- la maison de service au public ;
- la facturation des ordures ménagères ;
- l’assainissement collectif et non collectif ;
- le développement culturel et le touristique ;
- la mise en valeur du patrimoine naturel ;
- les aires d’accueil des gens du voyage ;
- la gestion du personnel des écoles et des restaurants scolaires ;
- l’action sociale via le Centre intercommunal d'action sociale (CIAS).
- Le développement local
- L'urbanisme et l'environnement.